# Bic Runga
Briolette Kah Bic Runga MNZM (Christchurch, Nova Zelândia, 13 de janeiro de 1976), nome artístico Bic Runga, é uma artista pop, cantora-compositora, multi-instrumentista da Nova Zelândia. Seu primeiro álbum solo, Drive (1997), estreou na primeira posição da parada Top 40 Álbuns da Nova Zelândia.
Runga passou a ser, desde então, uma das artistas neozelandesas de maior sucesso na história recente. Ela também obteve sucesso internacionalmente em países como Austrália, Irlanda, e, até certo ponto, no Reino Unido.

## Primeiros anos
Runga nasceu em Christchurch. Sua mãe, Sophia Tang, era uma sino-malaia que trabalhava como cantora em um clube na Malásia quando conheceu Joseph Runga, um soldado māori dispensado do Vietnã. Eles se mudaram e passaram a viver na Nova Zelândia.
Runga foi criada por uma família de inclinação musical em Hornby, Christchurch, começando a gravar canções com suas irmãs Boh e Pearl quando tinha quatro anos. A irmã mais velha de Runga, Boh, é hoje a vocalista do grupo de rock neozelandês Stellar, e Pearl é uma cantora de sessão.
Ela aprendeu a tocar bateria aos onze, e violão quando tinha aproximadamente quatorze. Runga também aprendeu a tocar teclado por volta dessa época. Ela estudou no Colégio Cashmere, participando de bandas de escola e se apresentando com grupos locais de jazz por volta dos seus quinze anos.

## Carreira

### 1993-1997: Início da carreira eDrive
Com o nome "Lovesoup", Runga e Kelly Horgan entraram na Smokefreerockquest de 1993 em Christchurch, terminando na terceira posição e conseguindo um contrato com a gravadora Pagan Records. Usando uma permissão do Conselho de Artes da Rainha Isabel II, Runga gravou o primeiro EP, Drive, em Wellington. Insatisfeita com a direção para qual sua música estava sendo levada, ela se mudou para Auckland em 1994 onde passou um ano escrevendo e se apresentando.
Em 1995, ela enviou uma nova demo da música "Drive" à Sony Music, que aceitou contratar Runga em setembro daquele ano e adquiriu suas gravações de Wellington da Pagan Records. A Sony fez com que ela regravasse a música com mais instrumentos, mas no final foi sua demo que acabou sendo usada no álbum. O álbum entrou na Top 10 da Nova Zelândia e a concedeu o Prêmio Silver Scroll de Composição em 1996.
Runga lançou então "Bursting Through", o primeiro single de seu futuro álbum, também chamado Drive. O sucesso dos singles resultaram no lançamento do álbum Drive em 1997. As músicas "Sway" e "Good Morning Baby", neste onde fez dueto com Dan Wilson da banda Semisonic, foram usadas nos filmes American Pie e Cruel Intentions respectivamente. Seis singles foram lançados do álbum, e "Sway" foi lançado na Nova Zelândia, Austrália, Reino Unido e Alemanha.
Runga gravou duas músicas com o título "Drive". A primeira foi feita por ela sozinha, e apareceu no seu álbum de estreia de mesmo nome. A segunda foi uma colaboração feita em 1999 com os neozelandeses Strawpeople, oferecendo vocal de apoio ao cover do hit clássico de 1984 do The Cars.

### 2000-2008:Beautiful Collision,Birds, e aparição especial emLittle Fish
Em 2000, Runga fez turnê com Tim Finn e Dave Dobbyn, resultando no lançamento de um álbum ao vivo da turnê.
Runga lançou seu segundo álbum solo, Beautiful Collision, em 2002. O álbum entrou nas paradas neozelandesas em primeiro lugar.
O terceiro álbum de estúdio, Birds, foi lançado na Nova Zelândia em 28 de novembro de 2005. Os artistas locais Neil Finn (piano) e Anika Moa (vocal de apoio) contribuíram ao álbum. O primeiro single, "Winning Arrow", foi lançado no mesmo dia. Foi o seu terceiro álbum de estúdio consecutivo a entrar nas paradas nacionais na primeira colocação. Birds recebeu certificação de platina triplo.
Runga interpretou uma "cantora de clube vietnamita" no filme de 2005 Sob o Efeito da Água, cantando uma versão de "Something’s Gotten Hold of My Heart" de Gene Pitney.
Lançado na Nova Zelândia em 24 de novembro de 2008, Try to Remember Everything contém 14 faixas únicas. Três anos depois do lançamento de Birds, Try to Remember Everything reúne uma coleção de novas gravações feitas por Bic Runga entre 1996 e 2008, raridades nunca antes lançadas. O álbum recebeu certificação de ouro na Nova Zelândia em 14 de dezembro de 2008, vendendo mais de 7.500 cópias.

### 2011-hoje:Bellee trabalhos recentes
Runga contribuiu à trilha sonora do filme de estreia da cineasta neozelandesa Roseanne Liang My Wedding and Other Secrets (2011). Além de incluir a faixa "Say After Me" do álbum Birds, o filme também incluiu outras duas faixas ("Hello Hello" e "This Girl's Prepared for War") do seu quarto álbum Belle.
Belle foi lançado em novembro de 2011. A primeira faixa do álbum, "Hello Hello", foi lançada gratuitamente na Internet no início de setembro. Runga fez um grande circuito de turnês pela Nova Zelândia entre novembro e dezembro.
Uma coletânea de grandes sucessos, chamada Anthology, foi lançada em 1 de dezembro de 2012.

## Vida pessoal
Runga, nascida na Nova Zelândia, viveu em Nova Iorque por dois anos, em Paris por um ano, e em Londres por um ano. Ela está situada hoje na Nova Zelândia. Bic deverá dar à luz seu segundo filho em 2013.
"'Você diz Bec, em vez de Bic,' explica a cantora e compositora neozelandesa Bic Runga. 'É do chinês, é um som de uma vogal estranha que não parece ter tradução na Austrália. Significa cor de jade, ou verde.'" A "vogal estranha" a qual se refere é um tom de entrada. Para o significado de "cor de jade", Bic é escrito como "碧" em escrita chinesa.

## Honras
Em janeiro de 2006, a Rainha Isabel II incluiu Runga como integrante da Ordem do Mérito da Nova Zelândia na Lista de Honras de Ano-Novo da Nova Zelândia.

## Discografia

### Álbuns de estúdio
| Ano  | Detalhes do álbum                                                                            | Melhor posição nas paradas musicais | Melhor posição nas paradas musicais | Melhor posição nas paradas musicais | Certificações (recorde de vendas) |
| Ano  | Detalhes do álbum                                                                            | Austrália                           | Nova Zelândia                       | Reino Unido                         | Certificações (recorde de vendas) |
| ---- | -------------------------------------------------------------------------------------------- | ----------------------------------- | ----------------------------------- | ----------------------------------- | --------------------------------- |
| 1997 | Drive - Primeiro álbum de estúdio - Lançado em agosto de 1997 - Formato: CD                  | 49                                  | 1                                   | —                                   | - RIANZ: 7× platina               |
| 2002 | Beautiful Collision - Segundo álbum de estúdio - Lançado em 1 de julho de 2002 - Formato: CD | 41                                  | 1                                   | 55                                  | - RIANZ: 11× platina              |
| 2005 | Birds - Terceiro álbum de estúdio - Lançado em 28 de novembro de 2005 - Formato: CD          | 26                                  | 1                                   | 154                                 | - RIANZ: 3× platina               |
| 2011 | Belle - Quarto álbum de estúdio - 14 de novembro de 2011 - Formato: CD                       | 97                                  | 5                                   | —                                   | - RIANZ: ouro                     |

### Coletâneas
| Ano  | Detalhes do álbum | Melhor posição nas paradas musicais |
| Ano  | Detalhes do álbum | Nova Zelândia                       |
| ---- | --- | ----------------------------------- |
| 2004 | Even Better Than the Real Thing Vol. 2 - Uma versão acústica de "Sway" - Lançado em 2004 - Formato: CD                   | 28                                  |
| 2008 | Try to Remember Everything - B-sides, cortes, demos and faixas ao vivo - Lançado em 21 de novembro de 2008 - Formato: CD | 28                                  |
| 2012 | Anthology - Compilação das melhores faixas - Lançado em 23 de novembro de 2012 - Formato: CD                             | 24                                  |

### Álbuns ao vivo
- Together in Concert: Live (2000) (com Tim Finn e Dave Dobbyn)
- Live in Concert with the Chirstchurch Symphony (2003)
- The Acoustic Winery Tour - Ascension Vineyard, Matakana, NZ (2007)

### EPs
- Drive "Lovesoup" EP (1995)
- Live in Concert with the Christchurch Symphony EP (2004)

### Singles
| Ano  | Título                          | Posição nas paradas musicais | Posição nas paradas musicais | Posição nas paradas musicais | Posição nas paradas musicais | Álbum                                       |
| Ano  | Título                          | Austrália                    | Nova Zelândia                | Reino Unido                  | Irlanda                      | Álbum                                       |
| ---- | ------------------------------- | ---------------------------- | ---------------------------- | ---------------------------- | ---------------------------- | ------------------------------------------- |
| 1995 | "Drive"                         | —                            | 7                            | —                            | —                            | Drive                                       |
| 1996 | "Bursting Through"              | —                            | 33                           | —                            | —                            | Drive                                       |
| 1997 | "Sway"                          | 10                           | 7                            | 93                           | 26                           | Drive                                       |
| 1997 | "Suddenly Strange"              | —                            | 26                           | —                            | —                            | Drive                                       |
| 1997 | "Roll into One"                 | —                            | 48                           | —                            | —                            | Drive                                       |
| 1998 | "Hey"                           | —                            | —                            | —                            | —                            | Drive                                       |
| 1999 | "Good Morning Baby"             | —                            | 15                           | —                            | —                            | American Pie: Music from the Motion Picture |
| 1999 | "Sorry"                         | —                            | —                            | —                            | —                            | Drive                                       |
| 2002 | "Get Some Sleep"                | 92                           | 3                            | 78                           | 27                           | Beautiful Collision                         |
| 2002 | "Something Good"                | —                            | 4                            | 107                          | —                            | Beautiful Collision                         |
| 2003 | "Listening for the Weather"     | —                            | 14                           | —                            | —                            | Beautiful Collision                         |
| 2005 | "Winning Arrow"                 | —                            | 23                           | —                            | —                            | Birds                                       |
| 2005 | "That's Alright"                | —                            | —                            | —                            | —                            | Birds                                       |
| 2006 | "Say After Me"                  | —                            | —                            | —                            | —                            | Birds                                       |
| 2011 | "Hello Hello"                   | —                            | —                            | —                            | —                            | Belle                                       |
| 2012 | "Tiny Little Piece of My Heart" | —                            | —                            | —                            | —                            | Belle                                       |
| 2012 | "If You Really Do"              | —                            | —                            | —                            | —                            | Belle                                       |